# Provincia de Maipo
La provincia de Maipo se ubica en el centro-sur de la región Metropolitana de Santiago. Su superficie es de 1120,5 km² y posee una población de 585 222 habitantes. La capital provincial es la comuna de San Bernardo, la cual forma parte del denominado Gran Santiago. Antiguamente era el departamento de La Victoria, en honor a la victoria en la Batalla de Maipú.
La administración de la provincia está confiada al Delegado Presidencial Provincial.
Su nombre hace referencia al río Maipo.

## Economía
En 2018, la cantidad de empresas registradas en la provincia de Maipo fue de 10.532. El Índice de Complejidad Económica (ECI) en el mismo año fue de 1,04, mientras que las actividades económicas con mayor índice de Ventaja Comparativa Revelada (RCA) fueron Cultivo y Recolección de Hongos, Trufas y Savia, Producción de Jarabe de Arce y Azúcar (37,37), Cultivo de Arroz (33,51) y Fabricación de Productos de Fibrocemento y Asbestocemento (26,31).

## Comunas pertenecientes a la provincia de Maipo
La provincia está constituida por 4 comunas, a saber:
- San Bernardo
- Buin
- Paine
- Calera de Tango

## Autoridades
Las autoridades son nombradas directamente por el Presidente de la República y se mantienen en su cargo mientras cuenten con su confianza.

### Gobernador Provincial (1990-2021)

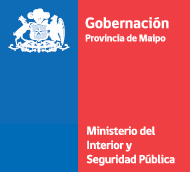
Logotipo de la Gobernación de la Provincia de Maipo hasta 2021.

Los siguientes fueron los gobernadores provinciales del Maipo.
| Gobernador(a)                  | Partido | Partido | Inicio                  | Final                   | Presidente(a) | Presidente(a)           |
| ------------------------------ | ------- | ------- | ----------------------- | ----------------------- | ------------- | ----------------------- |
| María Silvia Correa Marín      |         | PDC     | 11 de marzo de 1990     | 11 de marzo de 1994     |               | Patricio Aylwin         |
| Germán Venegas Rodríguez       |         | PDC     | 11 de marzo de 1994     | 11 de marzo de 2000     |               | Eduardo Frei Ruíz-Tagle |
| Alejandro Troncoso Lizana      |         | PS      | 11 de marzo de 2000     | 29 de diciembre de 2000 |               | Ricardo Lagos           |
| José Letelier Vial             |         | PDC     | 29 de diciembre de 2000 | 11 de marzo de 2006     |               | Ricardo Lagos           |
| Leonardo Cádiz Soto            |         | PS      | 11 de marzo de 2006     | 22 de enero de 2009     |               | Michelle Bachelet       |
| Natalia Pérez Vega             |         | PPD     | 23 de enero de 2009     | 11 de marzo de 2010     |               | Michelle Bachelet       |
| Amparo García Saldías          |         | UDI     | 17 de marzo de 2010     | 30 de julio de 2012     |               | Sebastián Piñera        |
| Cristian Saavedra Rojas        |         | UDI     | 30 de julio de 2012     | 11 de marzo de 2014     |               | Sebastián Piñera        |
| Gustavo Marcos Escobar         |         | PS      | 11 de marzo de 2014     | 10 de noviembre de 2016 |               | Michelle Bachelet       |
| Felipe Jeldres Cerda           |         | PS      | 10 de noviembre de 2016 | 11 de marzo de 2018     |               | Michelle Bachelet       |
| María José Puigrredón Figueroa |         | UDI     | 11 de marzo de 2018     | 14 de julio de 2021     |               | Sebastián Piñera        |

### Delegado Presidencial Provincial (Desde 2021)

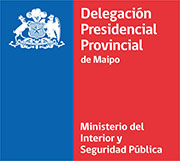
Logotipo de la Delegación Presidencial Provincial de Maipo desde 2021.

Nuevo cargo que reemplaza la figura de Gobernador provincial.
| Delegado(a)                    | Partido | Partido | Inicio                  | Final                   | Presidente(a) | Presidente(a)    |
| ------------------------------ | ------- | ------- | ----------------------- | ----------------------- | ------------- | ---------------- |
| María José Puigrredón Figueroa |         | UDI     | 14 de julio de 2021     | 11 de marzo de 2022     |               | Sebastián Piñera |
| Miguel Ángel Rojas Alarcón     |         | PS      | 11 de marzo de 2022     | 7 de agosto de 2023     |               | Gabriel Boric    |
| Alejandra Cortés Vásquez (s)   |         | PL      | 12 de enero de 2023     | 8 de septiembre de 2023 |               | Gabriel Boric    |
| Fabiola Freire Aguilar         |         | PS      | 8 de septiembre de 2023 | 9 de diciembre de 2024  |               | Gabriel Boric    |
| Mauricio Orrego Saavedra       |         | PS      | 9 de diciembre de 2024  | En el cargo             |               | Gabriel Boric    |